# Calamity Jane (Lucky Luke)
Calamity Jane (fransk Calamity Jane) er et tegneseriealbum fra 1965 med Lucky Luke, skrevet af René Goscinny og tegnet af Morris. Historien blev udgivet som nr. 10 i den danske albumserie i 1973. I 1984 blev den animeret som et afsnit i tegnefilmserien Lucky Luke.
Lucky Luke bliver reddet fra apacher af den svovlende, hårdtslående Calamity Jane. De tager sammen til byen El Plomo, hvor Lucky Luke skal undersøge smugling af våben til apacherne. Calamity Jane vil slå sig ned og vinder en saloon i armbrydning. Men det er den nu tidligere saloonejer August Oyster, der står bag våbensmuglingen. Han forsøger uden held at få Calamity Jane væk, før de skjulte våben bliver opdaget. Han sætter endda byens dameklub op mod hende. Lucky Luke hjælper imidlertid Calamity Jane i forsøget på at gøre en respektabel dame. Men indimellem fortsætter han også sin jagt på våbnene, uvidende om at apacherne efterhånden er utålmodige efter at få dem.

## Originaludgave m.m.
- 1965: Calamity Jane i Spirou nr. 1437[1] - 1458[2], 28. oktober 1965 - 24. marts 1966
- 1967: Calamity Jane, nr. 30 i den franske albumserie Lucky Luke[3]

## Danske udgaver
- 1973: Calamity Jane, nr. 10 i den danske albumserie Lucky Luke; oversat af Tonny Lützer; ISBN 87-7529-024-3[4][5]
- 1982: Calamity Jane i bind 6 i bogserien Lucky Luke luxusbind; oversat af Tonny Lützer[6]
- 2005: Calamity Jane i Lucky Luke 1965-1967 i bogserien Lucky Luke - den komplette samling; oversat af Niels Søndergaard; ISBN 978-87-91533-16-7[7]
- 2024: Calamity Jane, uden nummer i den danske albumserie Et Lucky Luke-pletskud; oversat af Benny Vigan Madsen; ISBN 978-87-7588-010-2[8]